# Joli
Joli is een historisch Tsjechisch motorfietsmerk van Joseph Linhart. 
Hij kopieerde JAP-speedwaymachines die in het toenmalige Oostblok niet geïmporteerd konden worden. Dit gebeurde waarschijnlijk vlak na de Tweede Wereldoorlog. De Joli-motoren stonden op hun beurt weer model voor de ESO-speedway-motoren.